# 210532 Grantmckee
210532 Grantmckee este un asteroid din centura principală de asteroizi.

## Descriere
210532 Grantmckee este un asteroid din centura principală de asteroizi. A fost descoperit pe 20 martie 1999 la Apache Point Observatory în cadrul programului Sloan Digital Sky Survey. Asteroidul prezintă o orbită caracterizată de o semiaxă mare de 3,00 ua, o excentricitate de 0,09 și o înclinație de 6,3° în raport cu ecliptica.